# العلاقات البولندية الجورجية
العلاقات البولندية الجورجية هي العلاقات الثنائية التي تجمع بين بولندا وجورجيا.

## مقارنة بين البلدين
هذه مقارنة عامة ومرجعية للدولتين:
| وجه المقارنة                                              | بولندا                                                                             | جورجيا                          |
| --------------------------------------------------------- | ---------------------------------------------------------------------------------- | ------------------------------- |
| المساحة (كم2)                                             | 312.68 ألف                                                                         | 69.70 ألف                       |
| عدد السكان (نسمة)                                         | 38.43 مليون                                                                        | 3.72 مليون                      |
| الكثافة السكانية (ن./كم²)                                 | 122.91                                                                             | 53.37                           |
| العاصمة                                                   | وارسو                                                                              | تبليسي، كوتايسي                 |
| اللغة الرسمية                                             | اللغة البولندية                                                                    | اللغة الجورجية، اللغة الأبخازية |
| العملة                                                    | زلوتي بولندي                                                                       | لاري جورجي                      |
| الناتج المحلي الإجمالي (بليون دولار)                      | 524.51 مليار                                                                       | 15.16 مليار                     |
| الناتج المحلي الإجمالي (تعادل القوة الشرائية) بليون دولار | 1.02 تريليون                                                                       | 35.68 مليار                     |
| الناتج المحلي الإجمالي الاسمي للفرد دولار أمريكي          | 12.55 ألف                                                                          | 3.79 ألف                        |
| الناتج المحلي الإجمالي للفرد دولار أمريكي                 | 26.14 ألف                                                                          |                                 |
| مؤشر التنمية البشرية                                      | 0.843                                                                              | 0.754                           |
| رمز المكالمات الدولي                                      | +48                                                                                | +995                            |
| رمز الإنترنت                                              | .pl                                                                                | .ge، .გე ‏                       |
| المنطقة الزمنية                                           | توقيت وسط أوروبا، ت ع م+01:00، ت ع م+02:00، أوروبا/وارسو ‏، توقيت وسط أوروبا الصيفي | ت ع م+04:00                     |

## مدن متوأمة
في ما يلي قائمة باتفاقيات التوأمة بين مدن بولندية وجورجية:
- ترتبط غدينيا مع روستاوي باتفاقية توأمة منذ 1966.[14][15][14][15]
- ترتبط لوبلين مع تبليسي باتفاقية توأمة منذ 11 سبتمبر 1999.[16][16]
- ترتبط بوتسك مع روستاوي باتفاقية توأمة منذ 1972.
- ترتبط بوزنان مع كوتايسي باتفاقية توأمة منذ 1979.
- ترتبط وودج مع روستاوي باتفاقية توأمة منذ 26 سبتمبر 1988.[17][18][17][19]
- ترتبط بياويستوك مع غوري باتفاقية توأمة منذ 1994.[20][21][22][20]
- ترتبط كراكوف مع تبليسي باتفاقية توأمة منذ 19 أغسطس 1998.[23][23][23][23]

## منظمات دولية مشتركة
يشترك البلدان في عضوية مجموعة من المنظمات الدولية، منها:
| علم المنظمة | اسم المنظمة                             | تاريخ انضمام بولندا | تاريخ انضمام جورجيا |
| ----------- | --------------------------------------- | ------------------- | ------------------- |
|             | المنظمة العالمية للملكية الفكرية        | ?                   | ?                   |
|             | مجلس أوروبا                             | 26 نوفمبر 1991      | 27 أبريل 1999       |
|             | منظمة التجارة العالمية                  | 1 يوليو 1995        | 14 يونيو 2000       |
|             | المنظمة الأوروبية لسلامة الملاحة الجوية | 2004                | 2012                |
|             | الاتحاد البريدي العالمي                 | 1 مايو 1919         | ?                   |
|             | منظمة الصحة العالمية                    | 7 أبريل 1948        | 16 مايو 1992        |
|             | اتفاقية السماوات المفتوحة               | ?                   | ?                   |
|             | يونسكو                                  | 6 نوفمبر 1946       | 7 أكتوبر 1992       |
|             | الفريق المعني برصد الأرض                | ?                   | ?                   |
|             | مؤسسة التمويل الدولية                   | 29 ديسمبر 1987      | 29 يونيو 1995       |
|             | مؤسسة التنمية الدولية                   | 28 أكتوبر 1960      | 31 أغسطس 1993       |
|             | منظمة الأمن والتعاون في أوروبا          | 25 يونيو 1973       | 24 مارس 1992        |
|             | الاتحاد الدولي للاتصالات                | 1921                | 7 يناير 1993        |
|             | الأمم المتحدة                           | 24 أكتوبر 1945      | 31 يوليو 1992       |
|             | البنك الدولي للإنشاء والتعمير           | 27 يونيو 1986       | 7 أغسطس 1992        |
|             | المنظمة الهيدروغرافية الدولية           | ?                   | ?                   |

## وصلات خارجية
- موقع وزارة الخارجية البولندية
- موقع وزارة الخارجية الجورجية